# Volley-ball dans le monde
 (avril 2017).

## Internationaux
- Championnat du monde féminin de volley-ball
- Championnat du monde masculin de volley-ball
- Montreux Volley Masters
- Universiades de volley-ball féminin
- Universiades de volley-ball masculin

## Afrique
- Championnat d'Afrique de volley-ball féminin
- Championnat d'Afrique de volley-ball masculin
- Championnat d'Afrique masculin de volley-ball des moins de 21 ans
- Coupe d'Afrique des Clubs Champions de volley-ball masculin
- Championnat du Maroc de volley-ball
- Coupe du Maroc de volley-ball masculin
- Championnat de Tunisie masculin de volley-ball
- Coupe de Tunisie masculine de volley-ball

## Amériques
- Championnat d'Amérique du Sud féminin de volley-ball des moins de 18 ans
- Championnat d'Amérique du Sud féminin de volley-ball des moins de 20 ans
- Championnat d'Amérique du Sud masculin de volley-ball des moins de 21 ans
- Championnat du Brésil de volley-ball féminin
- Championnat NCAA de volley-ball féminin
- Confédération Sud-Américaine de Volleyball
- Jeux Pan-Américains de volley-ball féminin
- Jeux Pan-Américains de volley-ball masculin

## Europe
- Ligue des champions de volley-ball masculin
- Ligue des champions de volley-ball féminin
- Coupe de la CEV masculine
- Coupe de la CEV féminine
- Challenge Cup masculine
- Challenge Cup féminine
- Championnat du Danemark de volley-ball féminin
- Championnat du Danemark de volley-ball masculin
- Championnat de Finlande de volley-ball féminin
- Championnat de France de volley-ball masculin
- Championnat de Grèce de volley-ball féminin
- Championnat de Norvège de volley-ball féminin
- Championnat de Norvège de volley-ball masculin
- Championnat des Pays-Bas de volley-ball féminin
- Championnat de Pologne de volley-ball masculin
- Championnat du Portugal de volley-ball féminin
- Championnat de Tchéquie féminin de volley-ball
- Championnat de Slovaquie de volley-ball féminin
- Championnat de Tchécoslovaquie de volley-ball féminin
- Coupe d'Italie A2 de volley-ball
- Coupe de Finlande de volley-ball féminin
- Coupe de Pologne de volley-ball masculin
- Coupe du Danemark de volley-ball féminin
- Coupe du Danemark de volley-ball masculin
- Coupe du Portugal de volley-ball féminin
- Coupe de Tchéquie féminine de volley-ball
- Coupe de Suisse de volley-ball féminin
- Coupe de Slovénie de volley-ball féminin
- Coupe de Tchécoslovaquie de volley-ball féminin
- Supercoupe du Portugal de volley-ball féminin